# 八幡村 (福岡県筑紫郡)
八幡村（やはたむら）は、福岡県筑紫郡にあった町。旧那珂郡。1926年に福岡市へ編入されたため消滅した。現在は南区、中央区の一部となっている。
第二次世界大戦の終戦を福岡市として迎えたこともあり、現在の地名としては存在しない。

## 地理
- 湖沼：野間大池、吉野池

## 沿革
- 1889年（明治22年）4月1日 - 町村制施行に伴い高宮村、野間村、若久村、屋形原村、平尾村が合併して那珂郡八幡村が成立。
- 1896年（明治29年）4月1日 - 郡の統合により那珂郡が御笠郡、席田郡と合併して筑紫郡となる[2]。
- 1926年（大正15年）4月1日 - 福岡市へ編入される[1]。同日八幡村廃止。

## 交通

### 鉄道
- 北九州鉄道（のちの日本国有鉄道）
  - 筑肥線（国有化後の名称。福岡市編入後の1983年に旧村内区間は廃止）
    - 新柳町駅
- 九州鉄道（現在の西日本鉄道）
  - （現・T天神大牟田線）
    - 八幡駅 - 高宮駅